# Daniël Stopendaal

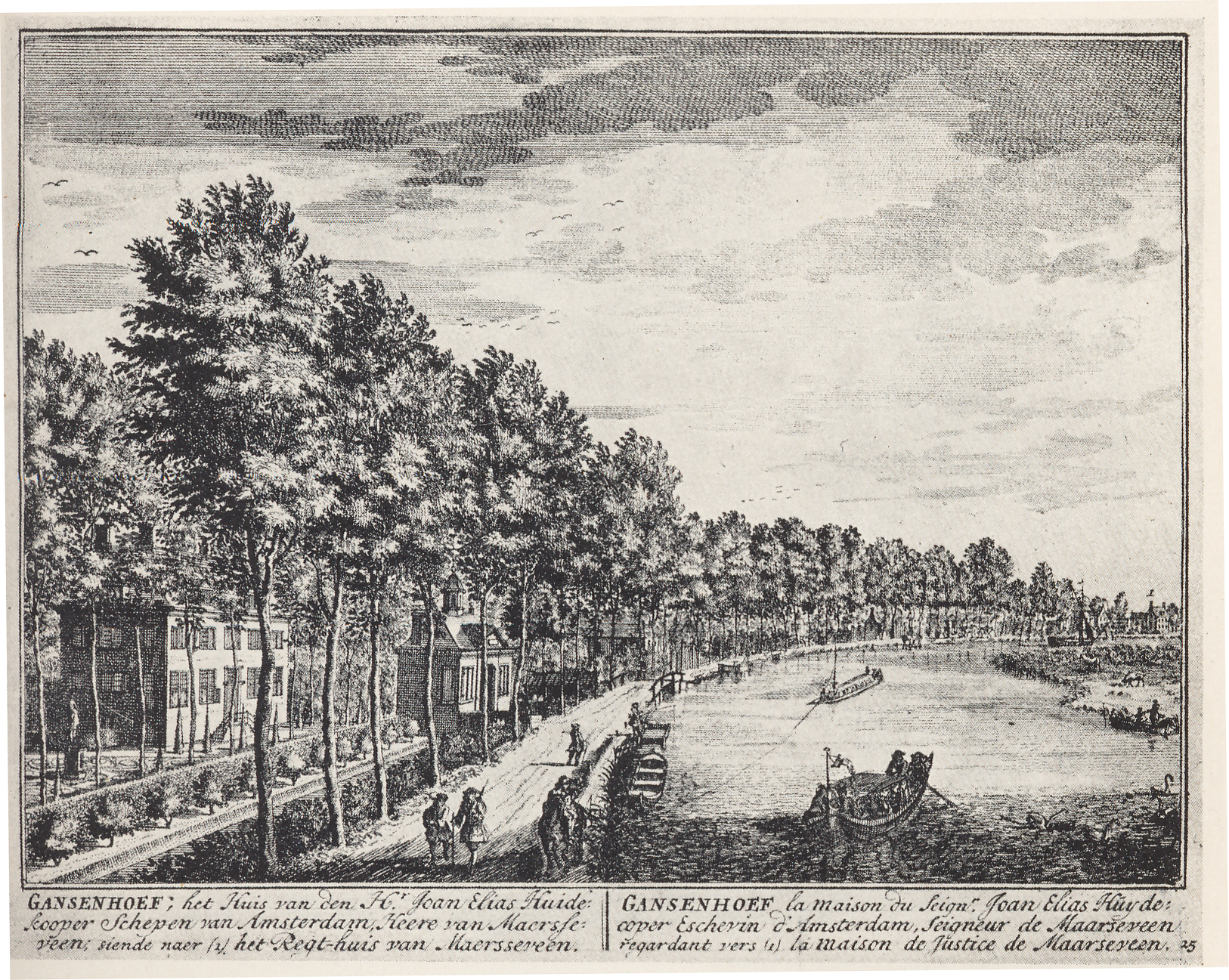
Gravure uit De zegepraalende Vecht met de Utrechtse Vecht ter hoogte van de buitenplaats Gansenhoef.

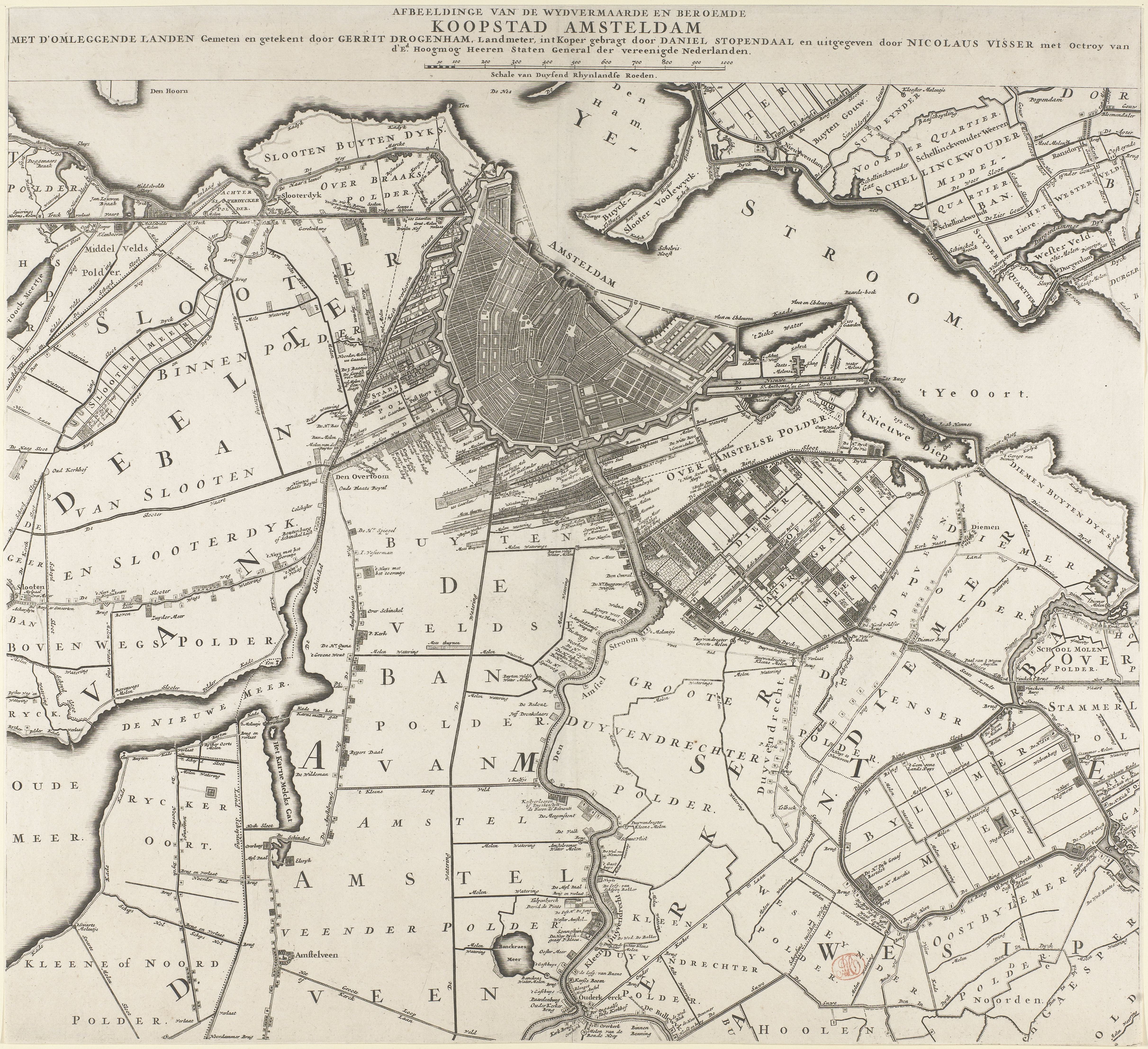
Daniël Stopendaal, Kaart van Amsterdam en omliggende gebieden, 1695-1705

Daniël Stopendaal (Amsterdam, 1672- idem, begraven 19 september 1726) was een Nederlands graveur.
Stopendaal werd vermoedelijk opgeleid tot prentmaker en tekenaar door zijn vader, Bastiaan Stopendael, die hetzelfde beroep uitoefende. Tussen 1685 en 1713 werkte hij in Amsterdam. Hij maakte diverse gravures en etsen van kaarten en wereldkaarten. Een aantal kaarten werd opgenomen in een uitgave van de Bijbel in 1714: Biblia, dat is De gantsche H. Schrifture, vervattende alle de canonijcke boecken des Ouden en des Nieuwen Testaments, uitgegeven door Jacob en Pieter Keur, Dordrecht en Pieter Rotterdam, Amsterdam. Ook tekende en etste hij in opdracht veel bekende stadshuizen en buitenplaatsen van onder andere rijke Amsterdammers. 
Een boekwerk waarin tientallen kopergravures van zijn hand staan, is De zegepraalende Vecht uit 1719.